# فرودگاه نیروی هوایی سلطنتی مارهام
فرودگاه نیروی هوایی سلطنتی مارهام (به انگلیسی: RAF Marham) (به زبان بومی: Motto: Deter) یک فرودگاه نظامی با کد یاتا KNF است که یک باند فرود بتن دارد و طول باند آن ۲۱۴۴ متر است. این فرودگاه در کشور انگلستان قرار دارد و در ارتفاع ۲۳ متری از سطح دریا واقع شده است.